# Chardonnières
Chardonnières (en criollo haitiano Chadonyè) es una comuna de Haití que está situada en el distrito de Chardonnières, del departamento de Sur.

## Secciones
Está formado por las secciones de:
- Randel (que abarca el barrio de Randel)
- Dejoie
- Bony (que abarca la villa de Chardonnières)

## Demografía
| Gráfica de evolución demográfica de Chardonnières entre 2009 y 2015 |
|                                                                     |

Los datos demográficos contemplados en este gráfico de la comuna de Chardonnières son estimaciones que se han cogido de 2009 a 2015 de la página del Instituto Haitiano de Estadística e Informática (IHSI). 